# Billy Gilmour
Billy Clifford Gilmour (Glasgow, 11 juni 2001) is een Schots voetballer die doorgaans speelt als middenvelder. In augustus 2024 verruilde hij Brighton & Hove Albion voor Napoli. Gilmour maakte in 2021 zijn debuut in het Schots voetbalelftal.

## Clubcarrière
Gilmour begon met voetballen in de jeugdopleiding van Rangers. Medio 2017 besloot de middenvelder deze club te verlaten en naar Chelsea te verkassen. Frank Lampard werd in de zomer van 2019 aangesteld als nieuwe hoofdtrainer van Chelsea en onder zijn leiding zat Gilmour als ongebruikte wisselspeler op de bank tijdens de strijd om de UEFA Super Cup 2019 tegen Liverpool. Tijdens de vierde speelronde van de Premier League kwam hij wel in actie, toen hij tegen Sheffield United zes minuten voor het einde van de wedstrijd in mocht vallen voor Tammy Abraham. Die had met twee doelpunten Chelsea op voorsprong gezet, maar door een treffer van Callum Robinson en een eigen doelpunt van Kurt Zouma eindigde dit duel in 2–2. In de zomer van 2021 werd Gilmour voor één seizoen op huurbasis overgenomen door Norwich City, waar hij tot 28 wedstrijden in alle competities kwam. Na deze verhuurperiode vertrok de middenvelder definitief bij Chelsea. 
In de zomer van 2022 verkaste hij voor een bedrag van circa tien miljoen euro naar Brighton & Hove Albion, waar hij voor vier seizoenen tekende. Hij maakte op 4 september tegen Leicester City als invaller zijn debuut voor de club. Hij kwam in eerste instantie weinig aan spelen toe, maar had in april 2023 een fase van zeven competitiewedstrijden, waarin hij telkens tot speelminuten kwam. Hij speelde zeventien wedstrijden in zijn eerste jaar. In het seizoen 2023/24 was hij de vaste partner op het middenveld van Pascal Groß. 
Gilmour speelde aan het begin van het seizoen 2024/25 nog twee wedstrijden voor Brighton, voor hij in augustus 2024 voor circa veertien miljoen euro verkaste naar Napoli, dat ook zijn landgenoot Scott McTominay aantrok. In Italië tekende de middenvelder voor vijf seizoenen.

## Clubstatistieken
| Seizoen | Club                   | Competitie     | Competitie | Competitie | Beker | Beker | Internationaal | Internationaal | Totaal | Totaal |
| Seizoen | Club                   | Competitie     | Wed.       | Dlp.       | Wed.  | Dlp.  | Wed.           | Dlp.           | Wed.   | Dlp.   |
| ------- | ---------------------- | -------------- | ---------- | ---------- | ----- | ----- | -------------- | -------------- | ------ | ------ |
| 2019/20 | Chelsea                | Premier League | 6          | 0          | 5     | 0     | 0              | 0              | 11     | 0      |
| 2020/21 | Chelsea                | Premier League | 5          | 0          | 4     | 0     | 2              | 0              | 11     | 0      |
| 2021/22 | → Norwich City         | Premier League | 24         | 0          | 4     | 0     | —              | —              | 28     | 0      |
| 2022/23 | Brighton & Hove Albion | Premier League | 14         | 0          | 3     | 0     | —              | —              | 17     | 0      |
| 2023/24 | Brighton & Hove Albion | Premier League | 30         | 0          | 3     | 0     | 8              | 0              | 41     | 0      |
| 2024/25 | Brighton & Hove Albion | Premier League | 2          | 0          | 0     | 0     | —              | —              | 2      | 0      |
| 2024/25 | Napoli                 | Serie A        | 0          | 0          | 0     | 0     | —              | —              | 0      | 0      |
| Totaal  | Totaal                 | Totaal         | 81         | 0          | 19    | 0     | 10             | 0              | 110    | 0      |

Bijgewerkt op 11 september 2024.

## Interlandcarrière
Gilmour speelde in Schotland –15, Schotland –16, Schotland –17 en Schotland –19. Hij debuteerde op 2 juni 2018 op zestienjarige leeftijd in Schotland –21. In mei 2021 werd Gilmour door bondscoach Steve Clarke opgenomen in de selectie van het Schots voetbalelftal voor het uitgestelde EK 2020. Op dat moment had hij nog geen interlands gespeeld. Dit veranderde op 2 juni 2021, toen hij debuteerde tijdens een vriendschappelijke wedstrijd tegen Nederland. Jack Hendry zette de Schotten op voorsprong, waarna Memphis Depay voor de gelijkmaker zorgde. In de tweede helft zorgde Kevin Nisbet voor een nieuwe Schotse voorsprong, maar opnieuw was het Depay die de landen langs elkaar zette: 2–2. Gilmour moest van Clarke op de reservebank beginnen en hij mocht negen minuten voor tijd invallen voor mededebutant David Turnbull (Celtic). Op het toernooi werd Schotland uitgeschakeld in de groepsfase, na nederlagen tegen Tsjechië (0–2) en Kroatië (3–1) en een gelijkspel tegen Engeland (0–0). Gilmour speelde alleen tegen Engeland mee. Zijn toenmalige teamgenoten Jorginho, Emerson Palmieri (beiden Italië), Andreas Christensen (Denemarken), Mateo Kovačić (Kroatië), Mason Mount, Ben Chilwell, Reece James (allen Engeland), César Azpilicueta (Spanje), Olivier Giroud, N'Golo Kanté, Kurt Zouma (allen Frankrijk), Antonio Rüdiger, Kai Havertz en Timo Werner (allen Duitsland) waren ook actief op het EK.
Zijn eerste doelpunt in de Schotse nationale ploeg maakte Gilmour op 17 oktober 2023, tijdens zijn tweeëntwintigste interlandoptreden. Op die dag werd een oefenduel gespeeld met Frankrijk. Gilmour mocht van Clarke in de basisopstelling beginnen en opende in de elfde minuut de score. Door twee treffers van Benjamin Pavard en doelpunten van Kylian Mbappé en Kingsley Coman ging de wedstrijd met 4–1 verloren. Gilmour werd veertien minuten voor het einde van de reguliere speeltijd naar de kant gehaald ten faveure van Stuart Armstrong.
In mei 2024 werd Gilmour door Clarke opgenomen in de voorselectie voor het EK 2024 in Duitsland. Later werd hij ook onderdeel van de definitieve selectie voor het toernooi. Schotland werd in de groepsfase uitgeschakeld na nederlagen tegen Duitsland (5–1) en Hongarije (0–1) en een gelijkspel tegen Zwitserland (1–1). Gilmour kwam op het EK in alle duels in actie. Zijn toenmalige clubgenoten Pascal Groß (Duitsland), Lewis Dunk (Engeland), Jakub Moder (Polen) en Bart Verbruggen (Nederland) waren ook actief op het toernooi.
| Interlands van Billy Gilmour voor Schotland | Interlands van Billy Gilmour voor Schotland | Interlands van Billy Gilmour voor Schotland | Interlands van Billy Gilmour voor Schotland | Interlands van Billy Gilmour voor Schotland | Interlands van Billy Gilmour voor Schotland |
| №                                           | Datum                                       | Wedstrijd                                   | Uitslag                                     | Competitie                                  | Goals                                       |
| Als speler bij Chelsea                      | Als speler bij Chelsea                      | Als speler bij Chelsea                      | Als speler bij Chelsea                      | Als speler bij Chelsea                      | Als speler bij Chelsea                      |
| ------------------------------------------- | ------------------------------------------- | ------------------------------------------- | ------------------------------------------- | ------------------------------------------- | ------------------------------------------- |
| 1                                           | 2 juni 2021                                 | Nederland – Schotland                       | 2 – 2                                       | Vriendschappelijk                           |                                             |
| 2                                           | 6 juni 2021                                 | Luxemburg – Schotland                       | 0 – 1                                       | Vriendschappelijk                           |                                             |
| 3                                           | 18 juni 2021                                | Engeland – Schotland                        | 0 – 0                                       | EK 2020                                     |                                             |
| Als speler bij Norwich City                 |                                             |                                             |                                             |                                             |                                             |
| 4                                           | 1 september 2021                            | Denemarken – Schotland                      | 2 – 0                                       | WK 2022 kwalificatie                        |                                             |
| 5                                           | 4 september 2021                            | Schotland – Moldavië                        | 1 – 0                                       | WK 2022 kwalificatie                        |                                             |
| 6                                           | 7 september 2021                            | Oostenrijk – Schotland                      | 0 – 1                                       | WK 2022 kwalificatie                        |                                             |
| 7                                           | 9 oktober 2021                              | Schotland – Israël                          | 3 – 2                                       | WK 2022 kwalificatie                        |                                             |
| 8                                           | 12 oktober 2021                             | Faeröer – Schotland                         | 0 – 1                                       | WK 2022 kwalificatie                        |                                             |
| 9                                           | 12 november 2021                            | Moldavië – Schotland                        | 0 – 2                                       | WK 2022 kwalificatie                        |                                             |
| 10                                          | 15 november 2021                            | Schotland – Denemarken                      | 2 – 0                                       | WK 2022 kwalificatie                        |                                             |
| 11                                          | 24 maart 2022                               | Schotland – Polen                           | 1 – 1                                       | Vriendschappelijk                           |                                             |
| 12                                          | 29 maart 2022                               | Oostenrijk – Schotland                      | 2 – 2                                       | Vriendschappelijk                           |                                             |
| Als speler bij Chelsea                      |                                             |                                             |                                             |                                             |                                             |
| 13                                          | 1 juni 2022                                 | Schotland – Oekraïne                        | 1 – 3                                       | WK 2022 kwalificatie                        |                                             |
| 14                                          | 11 juni 2022                                | Ierland – Schotland                         | 3 – 0                                       | Nations League 2022/23                      |                                             |
| 15                                          | 14 juni 2022                                | Armenië – Schotland                         | 1 – 4                                       | Nations League 2022/23                      |                                             |
| Als speler bij Brighton & Hove Albion       |                                             |                                             |                                             |                                             |                                             |
| 16                                          | 16 november 2022                            | Turkije – Schotland                         | 2 – 1                                       | Vriendschappelijk                           |                                             |
| 17                                          | 17 juni 2023                                | Noorwegen – Schotland                       | 1 – 2                                       | EK 2024 kwalificatie                        |                                             |
| 18                                          | 20 juni 2023                                | Schotland – Georgië                         | 2 – 0                                       | EK 2024 kwalificatie                        |                                             |
| 19                                          | 8 september 2023                            | Cyprus – Schotland                          | 0 – 3                                       | EK 2024 kwalificatie                        |                                             |
| 20                                          | 12 september 2023                           | Schotland – Engeland                        | 1 – 3                                       | Vriendschappelijk                           |                                             |
| 21                                          | 12 oktober 2023                             | Spanje – Schotland                          | 2 – 0                                       | EK 2024 kwalificatie                        |                                             |
| 22                                          | 17 oktober 2023                             | Frankrijk – Schotland                       | 4 – 1                                       | Vriendschappelijk                           | 11'                                         |
| 23                                          | 16 november 2023                            | Georgië – Schotland                         | 2 – 2                                       | EK 2024 kwalificatie                        |                                             |
| 24                                          | 22 maart 2024                               | Nederland – Schotland                       | 4 – 0                                       | Vriendschappelijk                           |                                             |
| 25                                          | 26 maart 2024                               | Schotland – Noord-Ierland                   | 0 – 1                                       | Vriendschappelijk                           |                                             |
| 26                                          | 3 juni 2024                                 | Gibraltar – Schotland                       | 0 – 2                                       | Vriendschappelijk                           |                                             |
| 27                                          | 7 juni 2024                                 | Schotland – Finland                         | 2 – 2                                       | Vriendschappelijk                           |                                             |
| 28                                          | 14 juni 2024                                | Duitsland – Schotland                       | 5 – 1                                       | EK 2024                                     |                                             |
| 29                                          | 19 juni 2024                                | Schotland – Zwitserland                     | 1 – 1                                       | EK 2024                                     |                                             |
| 30                                          | 23 juni 2024                                | Schotland – Hongarije                       | 0 – 1                                       | EK 2024                                     |                                             |
| Als speler bij Napoli                       |                                             |                                             |                                             |                                             |                                             |
| 31                                          | 5 september 2024                            | Schotland – Polen                           | 2 – 3                                       | Nations League 2024/25                      | 46'                                         |
| 32                                          | 8 september 2024                            | Portugal – Schotland                        | 2 – 1                                       | Nations League 2024/25                      |                                             |

Bijgewerkt op 11 september 2024.

## Erelijst
| UEFA Champions League | 1 | 2020/21 |